# Bussy-le-Château
Bussy-le-Château ist eine französische Gemeinde mit 184 Einwohnern (Stand 1. Januar 2022) im Département Marne in der Region Grand Est. Sie gehört zum Arrondissement Châlons-en-Champagne und zum Kanton Argonne Suippe et Vesle. 

## Geografie
Die Gemeinde liegt an der Noblette in der Trockenen Champagne, etwa 22 Kilometer nordöstlich von Châlons-en-Champagne. Bis auf kleine Ufergehölze an der Noblette ist das Gemeindegebiet fast baumlos. Die südwestliche Gemeindegrenze verläuft entlang der Autoroute A 4 von Paris nach Straßburg. Bussy-le-Château ist umgeben von folgenden Nachbargemeinden:
|           | Suippes                                     |                      |
| La Cheppe | Kompassrose, die auf Nachbargemeinden zeigt | Saint-Remy-sur-Bussy |
|           | Courtisols                                  | Tilloy-et-Bellay     |

## Bevölkerungsentwicklung

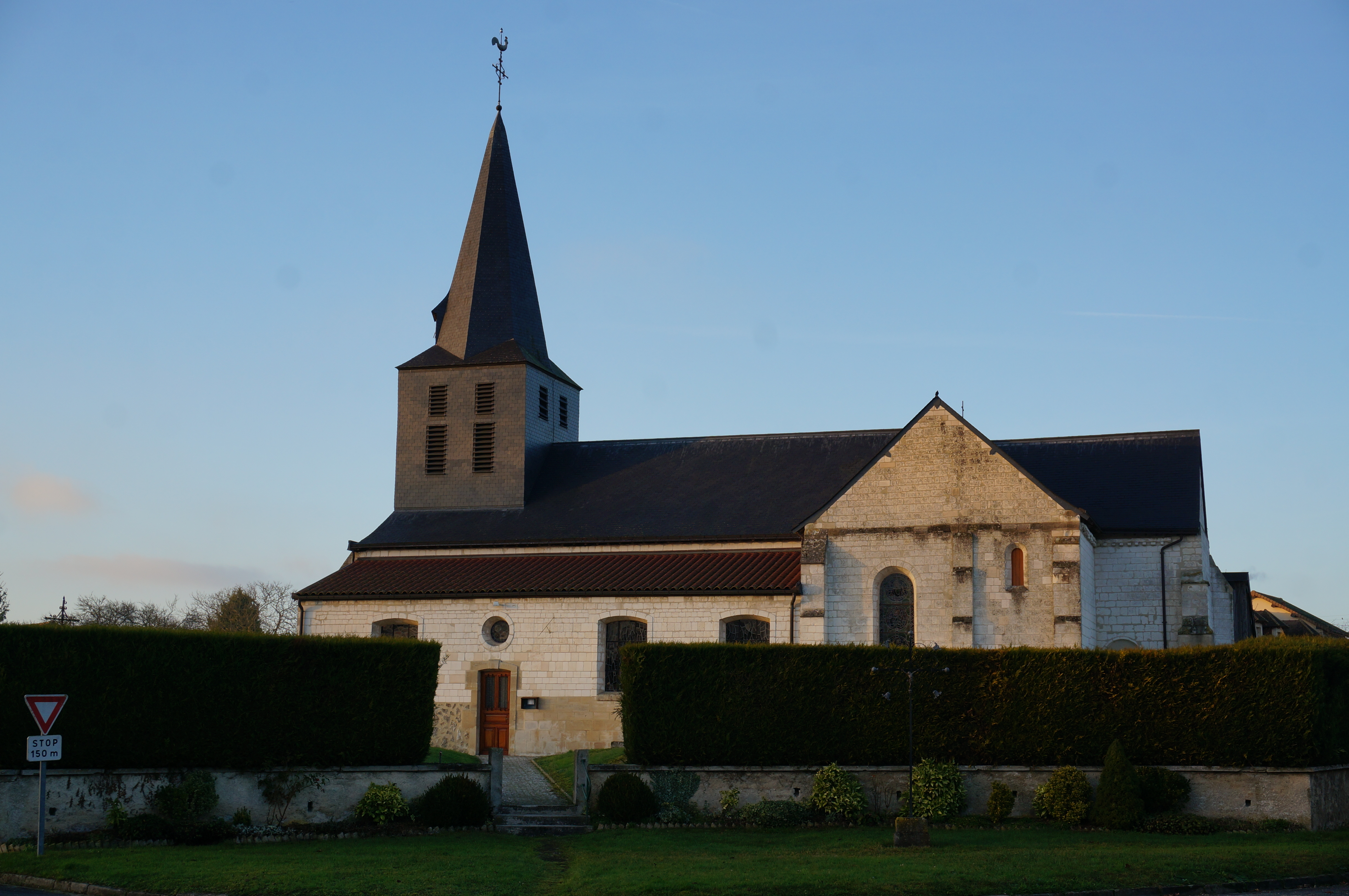
Kirche Saint-Hilaire

| Jahr                       | 1962 | 1968 | 1975 | 1982 | 1990 | 1999 | 2008 | 2018 |
| -------------------------- | ---- | ---- | ---- | ---- | ---- | ---- | ---- | ---- |
| Einwohner                  | 227  | 266  | 223  | 216  | 195  | 178  | 163  | 173  |
| Quellen: Cassini und INSEE |      |      |      |      |      |      |      |      |